# أولغا روديونوفا
أولغا روديونوفا (الروسية: Ольга Геннадиевна Родионова) (25 يونيو 1974)، عارضة أزياء كرواتية روسية وممثلة ومقدمة برامج تلفزيونية. تشتهر روديونوفا بترويجها للحقوق والحريات الاجتماعية في روسيا. كانت أول شخصية اجتماعية في روسيا تحارب التشهير وانتهاك الخصوصية في المحاكم الروسية.

## روابط خارجية
- أولغا روديونوفا على موقع IMDb (الإنجليزية)
- أولغا روديونوفا على موقع أول موفي (الإنجليزية)
- أولغا روديونوفا على موقع قاعدة بيانات الفيلم (الإنجليزية)
- أولغا روديونوفا على موقع كينوبويسك (الروسية)